# Estação Laurier
A Estação Laurier é uma das estações do Metrô de Montreal, situada em Montreal, entre a Estação Mont-Royal e a Estação Rosemont. Faz parte da Linha Laranja.
Foi inaugurada em 14 de outubro de 1966. Localiza-se no cruzamento da Rua Rivard com a Rua Gilford. Atende o distrito de Le Plateau-Mont-Royal.